# Рафаель Фрамбергер
Рафаель Фрамбергер (нім. Raphael Framberger, нар. 6 вересня 1995, [та другій команді клубу у регілнальній лізі.[Аугсбург]], Німеччина) — німецький футболіст, фланговий захисник клубу «Аугсбург».

## Ігрова кар'єра

### Клубна
Рафаель Фрамбергер є вихованцем клубу «Аугсбург». С 2013 року футболіст переведений до професійної команди при цьому продовжував виступати у молодіжній та другій команді у Регіональній лізі.
У січні 2017 року після травмування декількох гравців основи Фрамбергер був викликаний до першої команди та відіграв весь виїздний поєдинок проти «Вольфсбурга».

### Збірна
Рафаель Фрамбергер провів кілька матчів в юнацьких збірних Німеччини.

## Приватне життя
Старший брат Рафаеля Даніель Фрамбергер також професійний футболіст.